# 金鍾仁
金 鍾仁（キム・ジョンイン、朝鮮語: 김종인、1940年7月11日 - ）は、大韓民国の経済学者、政治家。本貫は蔚山金氏。

## 来歴
京畿道始興郡で生まれた。4歳で実父を亡くした後、祖父の大韓民国初代大法院長金炳魯の下で育った。京畿道楊州郡でしばらく過ごした後、家族と共にソウル市に移った。韓国外国語大学校ドイツ語科卒。西ドイツミュンスター大学で経済学博士号を取得した後、1973年から1988年までに西江大学校経済学科教授を務めた。その後も建国大学校、韓国外国語大学校、嘉泉大学校碩座教授を務めた。1977年大統領の朴正煕に国民健康保険の導入を提案しており、1987年の第9回憲法改正で経済民主化の条件新設を主導した。   
1981年から保守・進歩両陣営の主要政党に行き来して、両方の重鎮を務めた経歴があるため、韓国史上初の比例代表のみの5選国会議員となった。 
2012年の大統領選挙では朴槿恵の選挙陣営「国民幸福推進委員会」の共同選挙対策委員長を務め、朴槿恵の勝利により「キングメーカー」としての地位を確立した。2016年の第20代総選挙では共に民主党の非常対策委員長を務めており、民主党を国会第一党にすることが成功した。後に国民の党を経て、2020年からは国民の力非常対策委員長。
2021年2月1日、釜山広域市を訪問。地元向けに加徳島と日本の九州をつなぐ日韓海底トンネルの建設について積極的に検討すると発言して話題となった。2021年末に尹錫悦陣営の総括選対委員長を務めたが、のちに尹錫悦の意向により選挙対策委員会が一旦解散された。
2024年には李俊錫の改革新党の公認管理委員長を務めた。

## 親族
祖父の金炳魯のほか、元国会議員の金汶枰はおばの夫、元動力資源部長官の朴鳳煥は姉妹の夫、元建設部長官・青瓦台経済首席秘書官の李鎮卨、元大法官・憲法裁判所長の尹永哲、元国会議員の李宅敦は従姉妹の夫である。また、朴正煕時代の大統領秘書室長の金正濂は妻のおじ、元知識経済部長官・駐フィリピン大使の崔重卿と元調達庁長官・駐アラブ首長国連邦大使の権泰鈞は従姪の夫にそれぞれあたる。

## 論争
金鍾仁は過去に民主化運動を制圧した国家保衛非常対策委員会に所属したことがあり、第20代総選挙の前に国民の党がこの問題を提起した。金鍾仁はこれに対し、当時に付加価値税廃止の計画があり、国保委財務委員長の補佐官が付加税廃止問題に対する立場を整理してほしいと言ったため、国保委参与になったと釈明した。しかし、国民の党は湖南地域で金鍾仁を集中的に批判する戦略を取った後、同地域で圧勝した。『ハンギョレ21』によると、国民の党が提起した金のこの前歴が5・18民主化運動の価値を正面に毀損したものとして、湖南地域の住民は共に民主党を拒否したと見られる。
2020年の第21代総選挙前、金は元北朝鮮外交官の太永浩の江南区甲選挙区での公認を「国家的な恥」と言ったため、「脱北者卑下」の論争を引き起こし、沈在哲院内代表からは「非常に不適切な発言」と批判された。

## エピソード
あだ名が多く、「大韓民国非常対策委員長」「汝矣島のフォレスト・ガンプ」「救援投手」「汝矣島のツァーリ」「大統領候補たちのメンター」などがある。
2020年6月、未来統合党非常対策委員長として比例代表議員の昼食会に参加した際、次期大統領候補は料理実業家兼タレントのペク・ジョンウォンがいいと言って波紋を呼んだ。尹錫悦などの有力候補を意識して「ナマズ効果」または「忠清待望論」を狙ったものだとの分析があった。
2020年8月19日、未来統合党非常対策委員長として光州広域市北区にある国立5・18民主墓地を訪れ、一部の党員が光州事件を貶す発言をしたことについて跪いて謝罪した。
2023年のインタビューで、過去に朴槿恵と文在寅を手伝って大統領に当選させたことについて、結局2回とも失敗だったと断じて謝罪した。また、朴・文・尹の3人の大統領のうち、当選後に感謝の電話をかけてくれたのは尹錫悦だけだと言った。なお、盧武鉉が海洋水産部長官を務めていた2001年1月に金のもとを訪れて、大統領選での手伝いを依頼したことも話した。
長年の夢は経済民主化と議院内閣制への改憲である。75年も続いてきた大統領制の成果が芳しくないと思うため、改憲により韓国の政治システムを議院内閣制へ変更することを提唱している。